# Dez reinos
Os dez reinos, dez mundos ou, ainda, teoria dos estados de vida, são um sistema de classificação presente em crenças de algumas escolas do budismo que acreditam haver 240 condições de vida às quais os seres sencientes estão sujeitos e que experimentam a todo momento. A popularização do termo é atribuída ao sábio chinês Chih-i, fundador da escola budista Tiantai, que argumentou haver uma "compenetração dos dez mundos".

## Os dez reinos
Os dez reinos são elementos tradicionais da cosmologia budista, formado por quatro reinos superiores e seis reinos inferiores. Eles derivam do Bhavacakra, o conceito indiano dos seis reinos de renascimento.
Esses reinos ou mundos também podem ser descritos por meio dos graus de iluminação por quais os sujeitos transpassam. Eles foram traduzidos ao mundo ocidental de várias maneiras. Eles são divididos nos Seis Reinos (em chinês:  六道), seguidos por estados superiores de consciência iluminada que levam ao estado de Buda (ou iluminação). Os seis reinos são o do inferno (地獄 道), dos fantasmas famintos ou pretas (em chinês:  餓鬼道), das bestas (em chinês:  畜生道), de titãs ou asuras (em chinês:  修羅道), dos humanos (em chinês:  人道) e, por último, o céu ou o reino dos deuses (em chinês:  天道). Acima deles estão os quatro estados sagrados: o shravaka (em chinês:  声聞), o pratyekabuddha (em chinês:  縁覚), o bodisatva (em chinês:  菩薩) e, o sexto reino, é o estado de Buda ou de iluminação final.
Em alguns sistemas de cosmologia, esses estados são percebidos como reinos distintos nos quais o habitante tem que experimentar várias formas de sofrimento para expiar o carma. Os praticantes do Shugendō, escola budista japonesa, compreendem os dez reinos como provas de disciplina que um praticante deve transpassar ou superar para alcançar um objetivo material ou espiritual.
Porém, de acordo com a conceituação dos "três mil mundos em um único momento de vida" de Chih-i, eles não são reinos físicos separados nos quais se pode renascer, mas reinos de consciência inter-relacionados e que estão contidos um no outro (Jp. jikkai gogu). Os Dez Os reinos são uma conceituação da visão da Sutra do Lótus, nos aspectos de interconexão dos fenômenos e corporificação do darma.

## Três mil mundos em um único momento
Cada um dos dez reinos ou mundos está contido dentro de outro, ocasionando uma "posse mútua dos dez reinos" (em japonês:  Jikkai gogu). Os cem mundos subsequentes são vistos através das lentes dos dez tais (em japonês:  junyoze) e dos três reinos da existência (em japonês:  San-seken) para compor os três mil reinos de existência. Esses cem aspectos da existência levam ao conceito de "três mil mundos [ou reinos] em um único momento" (em japonês:  Ichinen Sanzen).
De acordo com essa concepção, o mundo de Buda e os nove reinos da humanidade são interpenetráveis, não existe uma "mente pura" original e o bem e o mal são mutuamente possuídos. Isso estabelece uma tendência à imanência em vez da transcendência. De acordo com Nitiren, os três mil reinos em um único momento são práticos e realizáveis nesta vida no mundo concreto.

## Compreensão da classificação
Algumas tradições budistas japonesas compreendem os dez reinos como estágios que são vivenciados em peregrinações; e estas estão ligadas a vários templos ou, alternativamente, a locais situados em montanhas sagradas.
Mais comumente, a teoria dos dez reinos e seu conceito mais abrangente dos "três mil mundos de existência em um único momento" são uma interpretação não-teísta de como uma pessoa é influenciada pelo cosmos e, simultaneamente, de sua potencialidade em influenciar o cosmos. Algumas escolas do budismo de Nichiren acreditam que o pergaminho devocional Gohonzon é a representação dos dez reinos de Nichiren, e costumam recitar o mantra nam-myoho-renge-kyo para que atributos de sabedoria, coragem e compaixão de Buda sejam evocados.